# Geistwesen

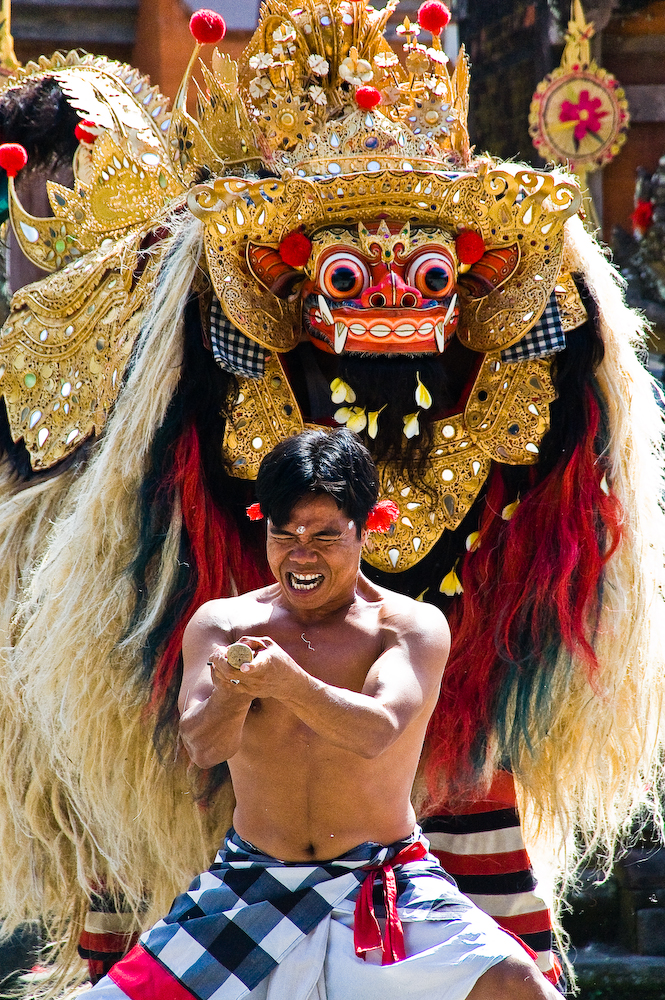
Balinesischer Tänzer vor einem Barong, dem König der guten Geister in löwenartiger Gestalt. Unter dem magischen Einfluss der Dämonenkönigin Rangda hält er den Kris (Dolch) gegen seine Brust.

Ein Geistwesen oder einfach Geist ist nach einer weltweit verbreiteten Vorstellung ein immaterielles oder (zumeist) „feinstoffliches“ Wesen, dem übermenschliche, aber begrenzte Fähigkeiten zugeschrieben werden. Geister werden in manchen Fällen an materielle Objekte oder Lebewesen gebunden vorgestellt, in anderen Fällen als ungebunden aufgefasst. Geistwesen sind Bestandteil zahlreicher Religionen und Mythen und gelten als Übermittler von Botschaften aus dem Jenseits.
Mit dem Glauben an Geister ist in der Regel die Vorstellung ihrer Beschwörung – das „Rufen“, die Kontaktaufnahme in verschiedenen Formen – verbunden. In fast allen schriftlosen Kulturen herrschte traditionell ein kollektiver Geisterglaube und gab es traditionell besondere Spezialisten der Geisterbeschwörung, die heute zumeist vereinheitlichend als Schamanen bezeichnet werden.
Moderne Formen des Geisterglaubens, bei dem die Möglichkeit der Kontaktaufnahme im Mittelpunkt steht, nennt man Spiritismus. Hierzu gehören die individuell und oft nicht religiös verorteten Séancen zur Totenbeschwörung in den westlichen Kulturen, die vor allem um die Wende zum 20. Jahrhundert in einigen Kreisen verbreitet waren, sowie die kollektiven synkretistischen afro-amerikanischen Neureligionen wie Voodoo, Umbanda oder Candomblé. Die Anhängerschaft des Spiritismus wird weltweit auf über 100 Millionen geschätzt.

## Typologie der Geistwesen

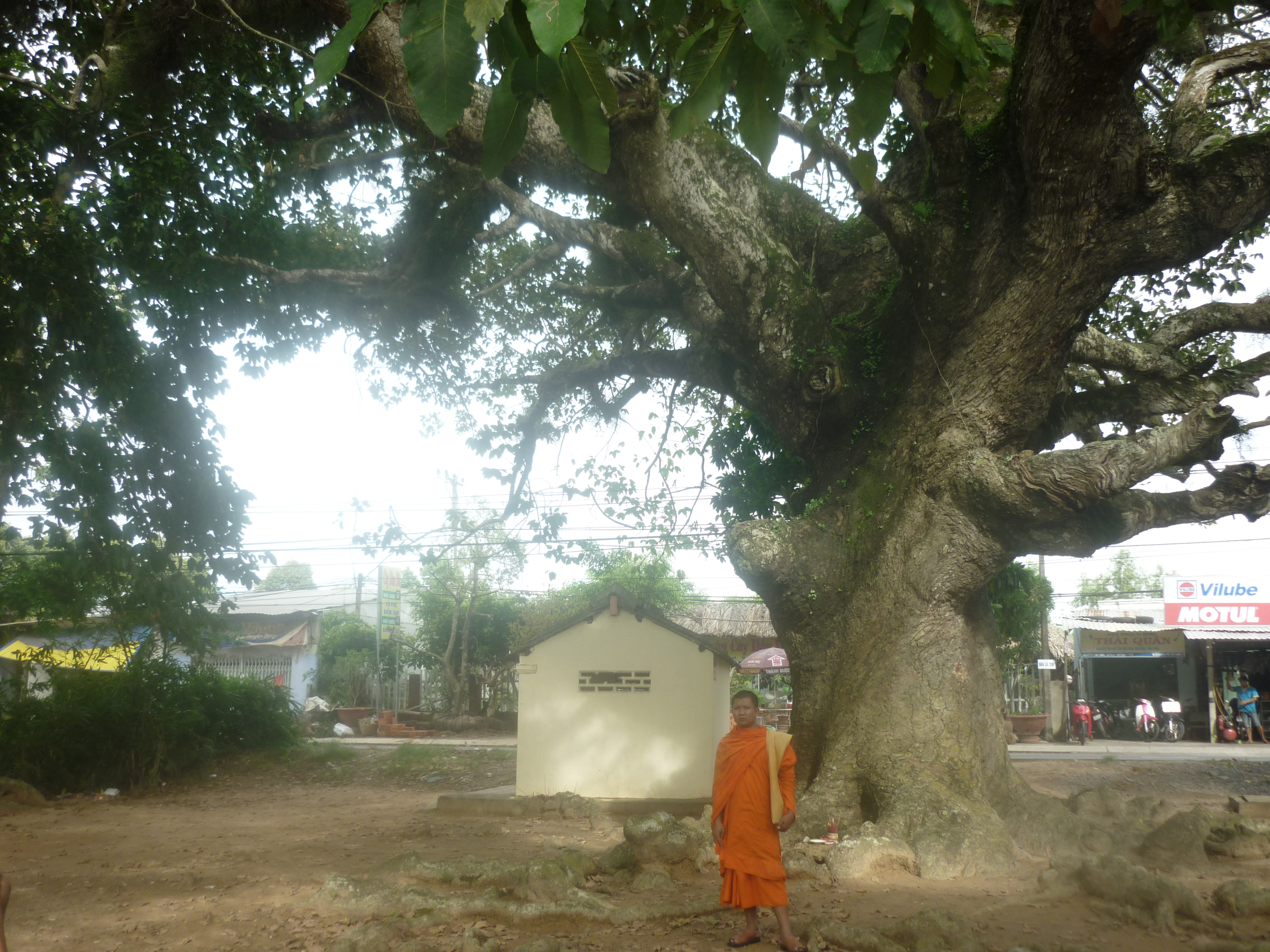
Tausendjähriger „Geisterbaum“ in Vietnam

Unterschieden werden überwiegend Ahnen- und Totengeister (in der englischen Literatur ghosts genannt), die meist von nicht vorschriftsmäßig Bestatteten oder gewaltsam zu Tode Gekommenen, also von Menschen stammen; sowie demgegenüber Naturgeister (engl. spirits), die unabhängig von Menschen in der Natur vorgestellt werden.
Es gibt verschiedene Arten solcher Vorstellungen:
- Naturgeister, die in Verbindung mit einem bestimmten Ort in der Natur stehen oder deren „Seele“ sind. Dieser Ort kann eine Pflanze, ein Fluss, ein Fels oder auch ein Gewitter sein (siehe auch: Animismus)
- Herr der Tiere, die Vorstellung einer Gottheit als Eigentümer der Natur, Gebieter über Leben und Tod der Menschen in Jäger-und-Sammler-Kulturen. Erscheint in Tier- und Menschengestalt, in Nordeurasien vor allem in Bärengestalt im Bärenkult. Reste solcher Vorstellungen finden sich auch in der Überlieferung der Bibel.
- Geister der Verstorbenen im Ahnenkult
- Totengeister (→ Kategorie:Totengeist)
- Gespenster nennt man spukende Totengeister (→ Kategorie:Gespenst)
- Haus- und Herdgeister, die Haus und Hof beseelen und bewachen (→ Kategorie:Hausgeist)
- Engel sind in den monotheistischen Weltreligionen positiv besetzte, geflügelte Geistwesen in Menschengestalt (→ Kategorie:Engel)
- Dämonen sind in vielen Kulturen unheilbringende Geistwesen (→ Kategorie:Dämon)
- Teufel sind in meist monotheistischen Religionen solche Geistwesen, die der Gottheit oder seiner Ordnung übelwollend eingestellt sind.[3]

## Schutzgeister

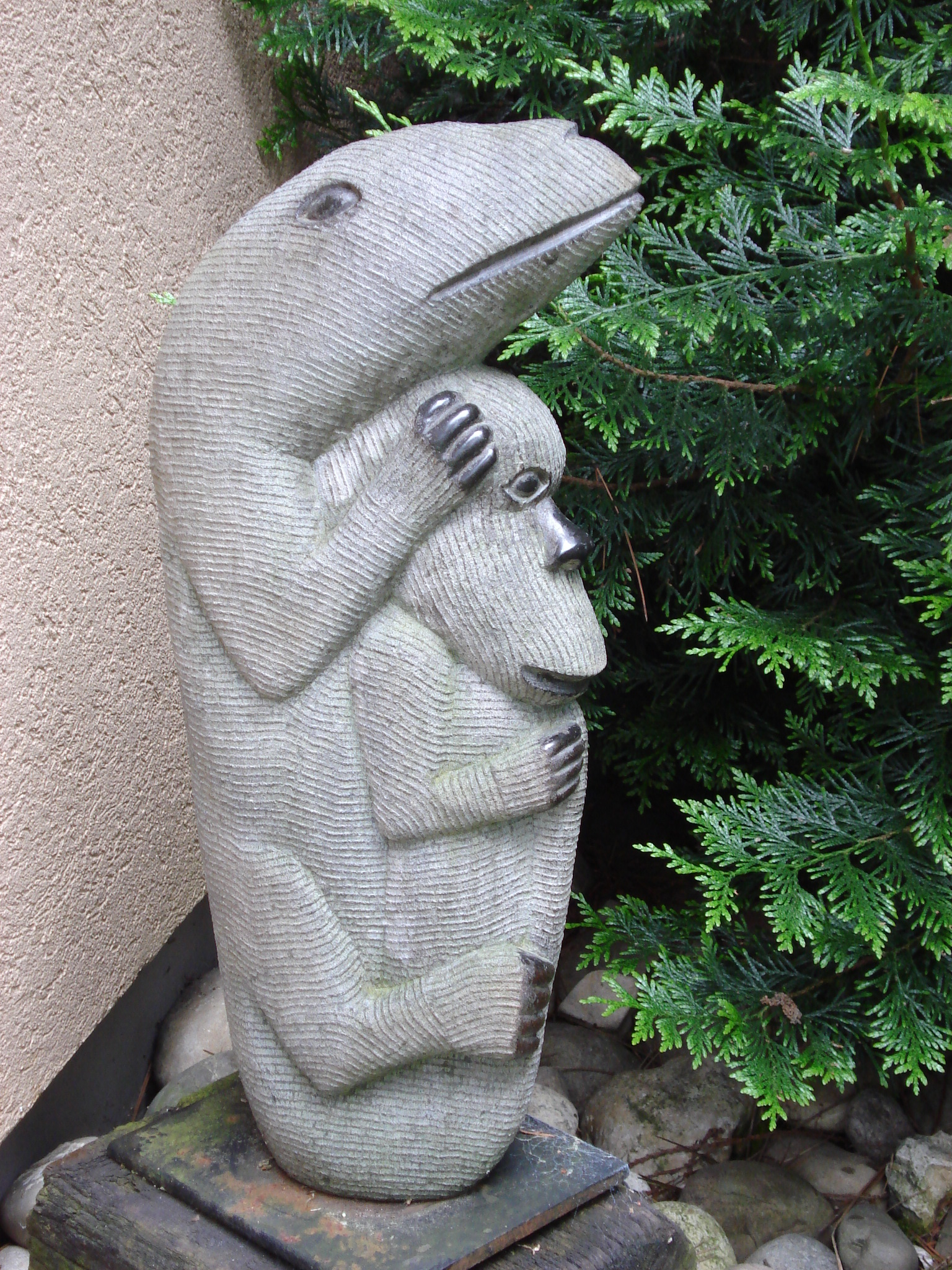
Darstellung eines Schutzgeistes von Joram Mariga, einem simbabwischen Künstler

In vielen ethnischen Religionen – die heute allerdings kaum noch unbeeinflusst vorkommen – existiert die Vorstellung von Schutzgeistern, die an eine Örtlichkeit, einen Menschen oder eine Gemeinschaft gebunden sind. Sie schützen jeweils vor negativen Einflüssen – allerdings nur, sofern die rituellen und moralischen Sitten eingehalten werden. In diesem Zusammenhang sind insbesondere die persönlichen Schutzgeister der nordamerikanischen Indianer bekannt (die in der früheren Völkerkunde fälschlicherweise als Totems bezeichnet wurden) sowie die „Außenseelen“ einiger mittel- und südamerikanischer Ethnien.
Viele nordamerikanische Indianer begaben sich irgendwann in ihrem Leben auf eine Visionssuche, um das Tier, die Pflanze, das Mineral o. Ä. zu finden, dessen Geist dem Menschen als persönlicher Schutzgeist zugetan war. War solch ein Geist gefunden, bezog der Schutzbefohlene häufig beträchtliche spirituelle Kraft daraus. Die Schutz- oder Hilfsgeister von Schamanen spielten eine ähnliche Rolle.
In den Glaubensvorstellungen einiger Völker wird der Schutzgeist als Außenseele, Schatten oder geistiger Doppelgänger (Alter Ego) vorgestellt, die in einem fremden Lebewesen wohnt, aber dennoch gegenseitig auf Gedeih und Verderb mit dem Menschen verbunden ist. Wird solch ein Geisttier gefangen, ist auch der zugehörige Mensch in Gefahr. Vielfach beschrieben wurden hier die Nagual der Azteken und die Nonish der Waika Venezuelas.
In Süd- und Südostasien sowie in weiten Teilen Afrikas gibt es Schutzgeister für verschieden große Regionen, die oft in einem hierarchischen Verhältnis zueinander stehen. Den mächtigsten unter ihnen sind aufwändige kommunale bzw. staatliche Kulte gewidmet. Überdies bedingen sie häufig die Macht der politischen Herrscher: Sie legitimieren ihre Position damit und sind häufig gleichzeitig die höchsten Priester dieser Geister.
Eng verwandt mit den Schutzgeistvorstellungen der animistischen Religionen sind die Schutzengel des Christen- und Judentums.

## Die Existenz von Geistwesen zwischen Glauben und Aberglauben

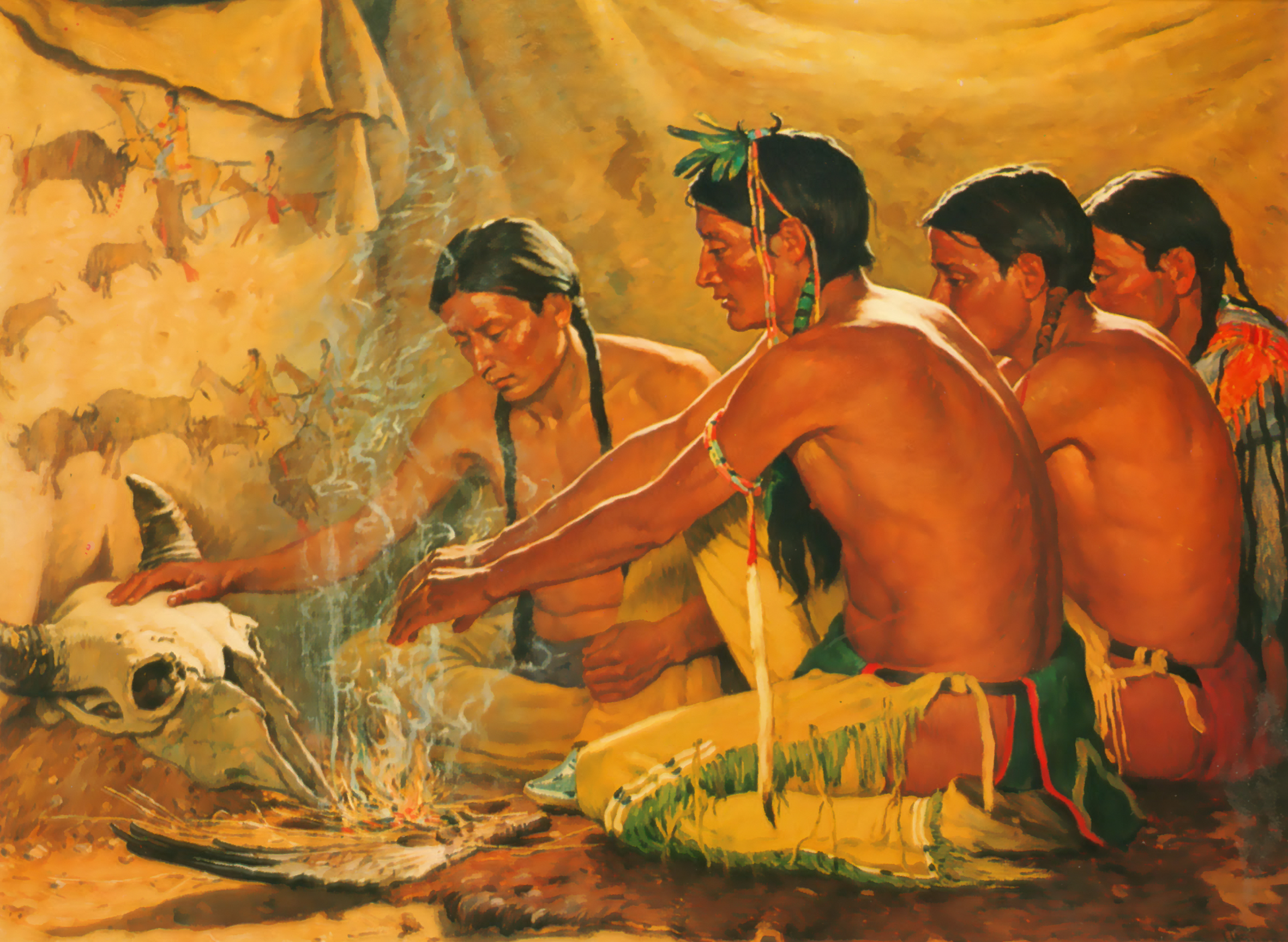
Joseph Henry Sharp: Gebet an den Geist des Büffels. Zeremonie der Blackfoot.

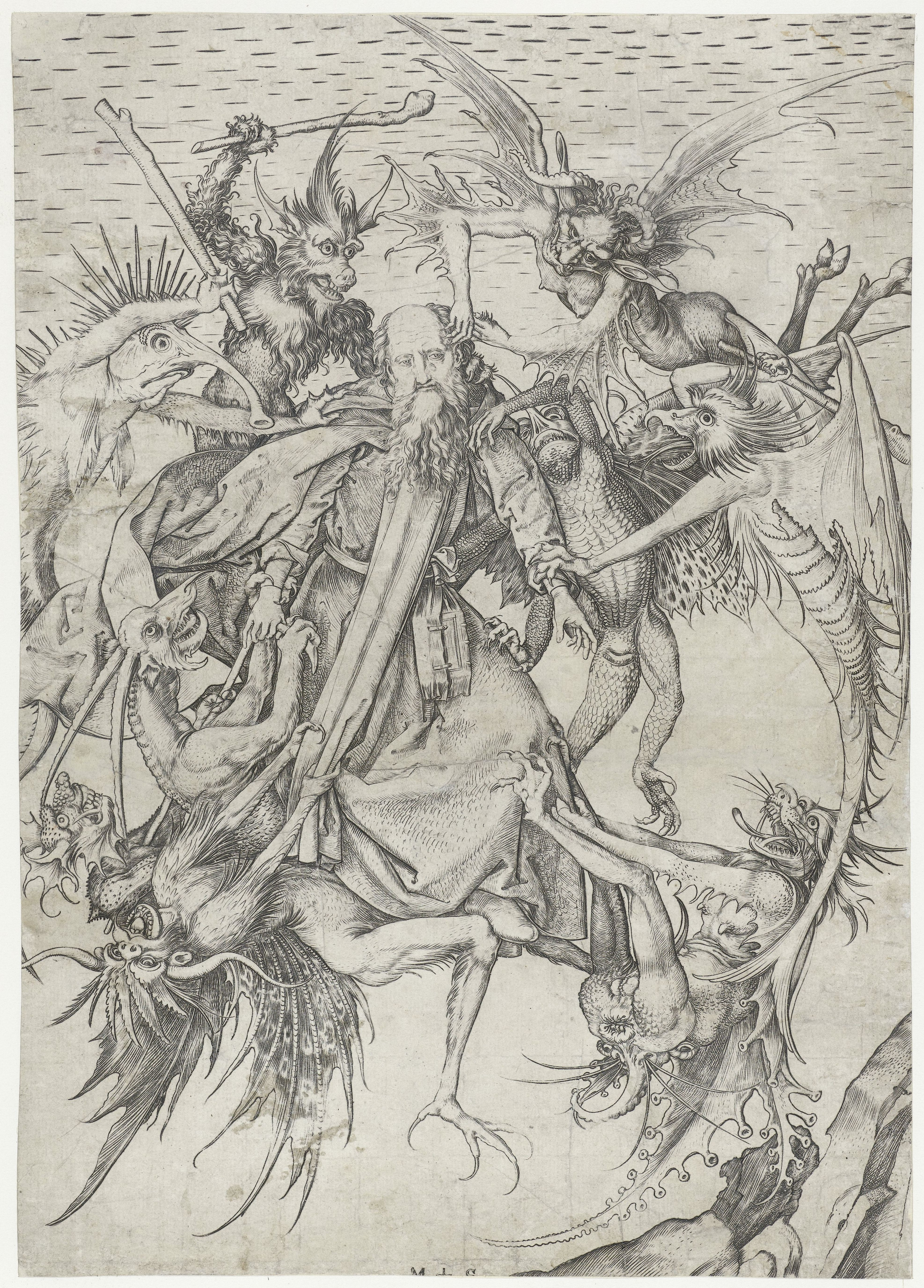
Die Versuchung des heiligen Antonius: Christliche Dämonenvorstellungen, verbildlicht von Martin Schongauer (15. Jh.)

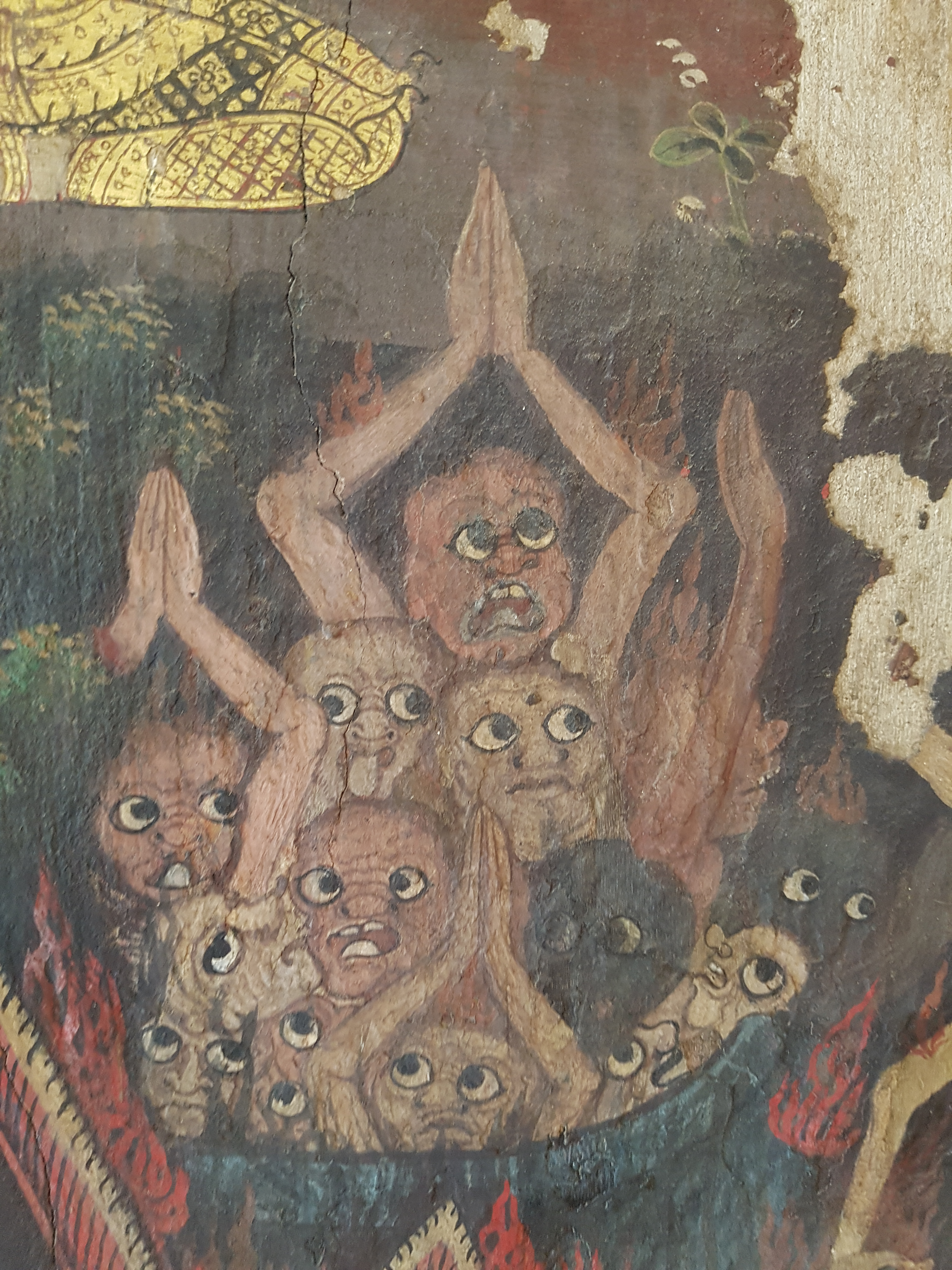
Hungergeister Preta, die nach dem thailändisch-buddhistischen Weltbild, wie es im 1345 vollendeten Lehrbuch Traibhumikatha überliefert ist, in einer von acht Höllenregionen Qualen erleiden. Wandmalerei in der Phutthaisawan-Kapelle des Nationalmuseums Bangkok. Schule von Rattanakosin, Ende 18. Jahrhundert.

„Der physikalische Prozess im Gehirn […] enthält [etwas], das jenseits aller Berechnungen liegt.“

Die Vorstellung von Geistwesen steht in direktem Zusammenhang mit der persönlichen Erfahrung des Menschen, sich gleichzeitig als körperliches und geistiges Wesen wahrzunehmen. Die umfangreichen Ergebnisse weltweiter ethnologischer Forschung belegen die große Bedeutung solcher spiritueller Imaginationen bei traditionellen Völkern als notwendige „Verbindungsstücke“ bei der Anlage kosmologischer Ordnungsmuster, die als Grundlage für vollständige und schlüssige Weltanschauungen dienen.
Insofern waren vermutlich zu allen Zeiten und in allen Kulturen zumindest Teile der Bevölkerung von der Existenz unkörperlicher Wesen zutiefst überzeugt. So gelten etwa Engel, Dämonen, Teufel, Totengeister und sogar einige Naturgeister (Beispiel Feldgeister in Bocksgestalt nach Jes. 13,21) auch im Christentum als Realität Doch auch die Skepsis und Verneinung jenseitiger Wesen hat eine lange Tradition, die sich beispielsweise in der europäischen Geschichte bis ins antike Griechenland zurückverfolgen lässt. Bereits Homer listet praktisch alle Argumente auf, die im Laufe der Zeit für und gegen die Existenz von Geistern verwendet wurden.
In der Philosophie der Aufklärungszeit wird die Existenz Gottes und demzufolge auch von Geistwesen zunehmend angezweifelt. Doch selbst berühmten Philosophen wie etwa Immanuel Kant („Träume eines Geistersehers“ von 1766) gelang es trotz umfangreicher, spitzfindiger Argumentationen nicht wirklich, die „nicht existenten Hirngespinste“ zu widerlegen.
Mitte des 19. Jahrhunderts begann die wissenschaftliche Erforschung der Geistererscheinungen in den Industrieländern mit der Gründung der Parapsychologie. Mit Hilfe von sogenannten Medien (Menschen, die behaupten, Botschaften von übernatürlichen Wesen zu empfangen oder anders geartete „nicht-physikalische“ Wahrnehmungen zu haben) wurden unter kontrollierten Bedingungen Geisterbeschwörungen durchgeführt. Später wurde die Fotografie zu Hilfe genommen, um solche Erscheinungen sichtbar zu machen und festzuhalten. Bereits im ersten Viertel des 20. Jahrhunderts wurden alle diese Versuche als Betrug entlarvt. In den 1980er Jahren fand in den USA und später in England eine Renaissance des Okkultismus statt, bei dem innerhalb weniger Monate plötzlich viele Menschen behaupten, im Rahmen „satanischer Rituale“ sexuell missbraucht worden zu sein. Doch auch die darauf folgenden Untersuchungen von Polizei, Gerichten und Wissenschaftlern erbrachte keinen stichhaltigen Beweis für die Existenz von Geistwesen.
Heute werden historische Beschreibungen von Geistwesen in den Wissenschaften fast ausschließlich als naturalisierte Metaphern aufgefasst, als Veranschaulichungen für Vorgänge, die sich die Menschen damals nicht erklären, nicht besser beschreiben oder verarbeiten konnten. Auf diese Weise wurden angsteinflößende, verstörende Phänomene für den Verstand be-greif-bar und kategorisierbar – mithin verloren sie viel von ihrer Bedrohlichkeit. Für den modernen, aufgeklärten Menschen ist es heute eher umgekehrt: Das Gespenster-Motiv rückt die bekannte und vertraute Welt ins Unheimliche.
Im Gegensatz zur westlichen Welt ist die Existenz von Geistern und anderen okkulten Mächten in Afrika ein breiter gesellschaftlicher Konsens, obwohl auch dort Debatten über betrügerische Geistmedien geführt werden und die Einstellung der modernen Wissenschaften zu dem Thema bekannt sind. Selbst in den christianisierten und islamisierten Ländern gehen die Menschen davon aus, dass diese Mächte das Alltagsleben mehr oder weniger mitbestimmen. Die Kosmologie der überlieferten Religionen ist allgegenwärtig; Zauberer, Hexer und Geistheiler sind immer noch wichtige Personen in den meisten afrikanischen Staaten und magische Handlungen zur Beeinflussung der Geister und ihrer „Taten“ sind auch im urbanen Kontext nichts Ungewöhnliches.
Im islamischen Kulturraum war die Vorstellung von Geistern allgemein akzeptiert, so wie die mögliche Begegnung transzendenter Geistwesen, wie Engel (Malʾak) und Teufel (Šayāṭīn). Während die Engel und Teufel nur zu besonderen Anlässen für die physische Welt erkennbar werden, sei die Welt von einer Vielzahl von Dämonen, wie den Diwen und den Dschinn, bewohnt, die dem Menschen jeder Zeit begegnen könnten. Neben solchen Dämonen gibt es auch den Glauben an die Geister der Verstorbenen, die in drei Kategorien unterteilt werden können:
- Geister der Heiligen: Heilige, deren Gegenwart den Segen Gottes mit sich bringen
- Rastlose Seelen: Seelen der Verstorbenen, die keine angemessene Beerdigung erhalten haben und die Gräber umwandern
- Rachegeister: Verstorbene, die sich an ihren Mördern rächen wollen

Der Glaube an Geister der Verstorbenen, sowie der Glaube, Menschen könnten Geistwesen begegnen, wurde im Laufe der Salafibewegung als Aberglaube kritisiert und mit Schirk gleichgestellt. Die angeblichen Begegnungen von verschiedenen Geistwesen wurde unter Dschinn zusammengefasst. Demnach würden Dschinnen den Menschen einen Streich spielen, und irrtümlich glauben lassen, sie würden Geistern begegnen, um sie zum Schirk zu führen. Diese Vorstellung unterscheidet sich wesentlich von dem ursprünglichen Glauben an Geister in der islamischen Kultur.